# گورستان بگن ۲
قبرستان بگن ۲ مربوط به دوره اشکانیان است و در شهرستان سرباز، بخش آشار، دهستان آشار، ۳/۵ کیلومتری شمال روستای بگن واقع شده و این اثر در تاریخ ۲ مرداد ۱۳۸۷ با شمارهٔ ثبت ۲۳۰۶۹ به‌عنوان یکی از آثار ملی ایران به ثبت رسیده است.